# 4 3 2 1 (roman)
Ne doit pas être confondu avec le film 4.3.2.1.
4 3 2 1 est le plus long roman de Paul Auster, publié en janvier 2017 aux États-Unis puis en janvier 2018 en France, sept ans après la dernière publication de l'auteur,. Il raconte quatre versions différentes de la vie du même protagoniste.

## Résumé
Le roman raconte l'histoire d'Archie Ferguson à quatre périodes différentes et en quatre versions différentes. Chaque chapitre du livre est divisé en quatre parties qui décrivent les différentes versions de sa vie. Les quatre versions du personnage grandissent avec les mêmes parents juifs de la classe moyenne, Stanley et Rose, ainsi que beaucoup d'amis, y compris son amie ou petite amie Amy Schneiderman. Cependant, en raison de circonstances particulières, les quatre vies prennent des chemins très différents et les relations entre les personnages diffèrent d'une version à l'autre.
L'histoire suit l'enfance et les années de collège de Ferguson, sa vie amoureuse et ses engagements politiques. Elle se déroule à Newark (New Jersey) et à New York dans les années 1950 et 1960, pendant des événements marquants : guerre du Viêt Nam, luttes pour les droits civiques, élection et assassinat de Kennedy, émeutes de Newark.

## Écriture
Auster a travaillé sur le livre sept jours par semaine pendant trois ans. Avec 1 019 pages dans son édition française brochée, il est le plus long jamais publié par l'auteur.

## Accueil
Au moment de sa publication en janvier 2017, le livre a reçu aux États-Unis des critiques diverses. Michelle Doyen, dans le Los Angeles Times, a été très critique. Mais dans le Seattle Times, David Takami a évoqué un livre « brillamment conçu ». Le roman était classé 13e le 19 février 2017 sur la liste des Best Sellers du New York Times. En septembre 2017, le roman était en lice pour le Man Booker Prize, remporté finalement par George Saunders.

En France, l'accueil a été très positif. Claire Devarrieux dans Libération parle d'un « roman vertigineux ». Florence Noiville dans Le Monde loue la « construction sophistiquée » et la « forme expérimentale et étonnante » du roman : 

« Si l’on se perd parfois (mais avec délice) dans la forêt dense des arborescences, on retombe toujours sur ses pieds, c’est-à-dire sur les obsessions d'Auster. Bifurcations du destin, jeux vertigineux de l’identité et du hasard. Un grand roman gigogne et un prodigieux tour de force, tant formel que métaphysique. Et si « je » était quatre autres ? »